# Communauté de communes Beauce Val de Loire
Die Communauté de communes Beauce Val de Loire ist ein französischer Gemeindeverband mit der Rechtsform einer Communauté de communes im Département Loir-et-Cher in der Region Centre-Val de Loire. Er wurde am 1. Januar 2016 gegründet und umfasst 30 Gemeinden. Der Verwaltungssitz befindet sich im Ort Mer.

## Historische Entwicklung
Der Gemeindeverband entstand mit Wirkung vom 1. Januar 2016 durch die Fusion der beiden Vorgängerorganisationen Communauté de communes Beauce et Forêt und Communauté de communes de la Beauce Ligérienne.
Per 1. Januar 2017 bildeten die Gemeinden Baigneaux, Beauvilliers, Oucques und Sainte-Gemmes die Commune nouvelle Ouques la Nouvelle.

## Mitgliedsgemeinden
| Gemeinde                                   | Einwohner 1. Januar 2022 | Fläche km² | Dichte Einw./km² | Code INSEE | Postleitzahl |
| ------------------------------------------ | ------------------------ | ---------- | ---------------- | ---------- | ------------ |
| Autainville                                | 429                      | 25,01      | 17               | 41006      | 41240        |
| Avaray                                     | 680                      | 13,88      | 49               | 41008      | 41500        |
| Boisseau                                   | 104                      | 8,06       | 13               | 41019      | 41290        |
| Briou                                      | 143                      | 10,17      | 14               | 41027      | 41370        |
| Conan                                      | 161                      | 15,30      | 11               | 41057      | 41290        |
| Concriers                                  | 188                      | 4,84       | 39               | 41058      | 41370        |
| Cour-sur-Loire                             | 252                      | 5,40       | 47               | 41069      | 41500        |
| Courbouzon                                 | 424                      | 6,41       | 66               | 41066      | 41500        |
| Épiais                                     | 119                      | 8,70       | 14               | 41077      | 41290        |
| Josnes                                     | 862                      | 20,63      | 42               | 41105      | 41370        |
| La Chapelle-Saint-Martin-en-Plaine         | 693                      | 22,83      | 30               | 41039      | 41500        |
| La Madeleine-Villefrouin                   | 32                       | 9,68       | 3                | 41121      | 41370        |
| Le Plessis-l’Échelle                       | 58                       | 11,70      | 5                | 41178      | 41370        |
| Lestiou                                    | 288                      | 8,29       | 35               | 41114      | 41500        |
| Lorges                                     | 353                      | 13,52      | 26               | 41119      | 41370        |
| Marchenoir                                 | 679                      | 9,42       | 72               | 41123      | 41370        |
| Maves                                      | 680                      | 33,33      | 20               | 41130      | 41500        |
| Mer                                        | 6.294                    | 26,47      | 238              | 41136      | 41500        |
| Muides-sur-Loire                           | 1.250                    | 9,15       | 137              | 41155      | 41500        |
| Mulsans                                    | 514                      | 16,00      | 32               | 41156      | 41500        |
| Oucques La Nouvelle                        | 1.647                    | 49,37      | 33               | 41171      | 41290        |
| Rhodon                                     | 116                      | 7,12       | 16               | 41188      | 41290        |
| Roches                                     | 64                       | 8,79       | 7                | 41191      | 41370        |
| Saint-Léonard-en-Beauce                    | 638                      | 40,66      | 16               | 41221      | 41370        |
| Séris                                      | 396                      | 17,52      | 23               | 41245      | 41500        |
| Suèvres                                    | 1.583                    | 36,65      | 43               | 41252      | 41500        |
| Talcy                                      | 277                      | 15,21      | 18               | 41253      | 41370        |
| Vievy-le-Rayé                              | 466                      | 45,12      | 10               | 41273      | 41290        |
| Villeneuve-Frouville                       | 65                       | 4,36       | 15               | 41284      | 41290        |
| Villexanton                                | 203                      | 11,53      | 18               | 41292      | 41500        |
| Communauté de communes Beauce Val de Loire | 19.658                   | 515,12     | 38               | –          | –            |

## Quelle
1. ↑  www.collectivites-locales.gouv.fr
2. ↑  CC Beauce Val de Loire (SIREN: 200 055 481) in der Base nationale sur l’intercommunalité (BANATIC) des französischen Innenministeriums (französisch), abgerufen am 17. September 2017